# عين جيف (خربة العاشق)
عين جيف 1 (خربة العاشق)Aim

## الموقع الجغرافي
يقع الموقع في فلسطين على الضفة الشرقية لبحيرة طبريا في وادي الأردن.

## التنقيبات الأثرية
كشف عن الموقع موشيه ستيكلس و أوفر بار – يوسف ما بين عامي 1963-1964م.

## تأريخ الموقع
أرخ باستخدام الكربون المشع14 و يعود الموقع إلى حوالي 13750+-415 سنة، بمعنى أنه يعود للفترة الكبارية غير الهندسية.

## أهم المكتشفات الأثرية
تم الكشف في الطبقتين 5 و 6 عن أساسات كوخ دائري مشيد داخل حفرة دائرية في سفح التل. و كان الكوخ ذا أرضية مرصوفة بالحجارة و الحصى، و دعمت جدرانه بحجارة غير مشذبة، و بلغ قطره حوالي 5 أمتار. و عثر في الموقع أيضا على مدفن تحت الأرضية السكنية، احتوى على هيكل امرأة تراوح عمرها ما بين 30-40 عاما.
و قد دفنت في وضعية القرفصاء على جانبها الأيمن، و كانت الجمجمة موضوعة على عدد من الحجارة، و مهشمة تهشيما شديدا، و الرأس موجها نحو الجنوب، و اليد اليمنى ممسكة بعظمة الفخذ الأيسر . ووضعت عظام حيوانات بجانب الجمجمة كمرفقات جنائزية. كما تم التعرف على فك سفلي، و أجزاء من الجمجمة، و عظام عليها آثار حريق ، و عثر في الطبقة الرابعة لموقع خربة العاشق على موقد، وجد بالقرب من الهاون بازلتي و مدقتان، إحداهما مكسورة .
و عثر أيضا على عظام لحيوانات: غزلان وأيائل وثعالب وطيور.
و يعتقد أن الكوخ كان لصياديين ارتادوا المنطقة للصيد و الالتقاط لفترة بسيط.
1. ↑  GeoNames (بالإنجليزية), 2005, QID:Q830106
2. ↑  GeoNames (بالإنجليزية), 2005, QID:Q830106